# بودیونوفسک
شهر بودیونوفسک (به روسی: Будённовск) در کشور روسیه و در کرای استاوروپول واقع شده‌است.
این شهر در سال ۱۷۹۹ توسط ارامنه قره‌باغ کوهستانی تأسیس شده‌است و در حال حاضر نیز جامعه ارمنی بزرگی در این شهر سکونت دارد.